# Vício inerente
Vício inerente è il secondo album in studio della cantautrice brasiliana Marina Sena, pubblicato il 27 aprile 2023 dalla Sony Entertainment Brasil.
L'album contiene 12 tracce scritte da Marina Sena in collaborazione con il produttore Iuri Rio Branco e contiene due singoli, "Tudo Pra Amar Você" e "Olho no Gato". L'album ha un suono pop, con influenze dalla musica popolare brasiliana, musica sperimentale, trap e R&B, oltre al rap e all'hip hop nel brano "Que Tal", in collaborazione con il rapper di San Paolo Fleezus.
Le copertine e le immagini dell'album sono state dirette da Miguel F. Mello e hanno presentato il cantante in un'atmosfera futuristica, con riferimento alla città di San Paolo, conosciuta come "giungla di pietre". Secondo Sena, le immagini cercano di rappresentare "una ragazza che ha lasciato la campagna ed è andata a vivere nella capitale", in riferimento al trasferimento della cantante dal Minas Gerais alla capitale San Paolo a seguito della sua ascesa professionale. In contrasto con le visuali urbane, le arti portano anche elementi legati al mare, come la conchiglia, che, secondo Marina, rimanda a "un desiderio, qualcosa di voler sentire la natura, il mare".